# SS Virtus
SS Virtus is een San Marinese voetbalclub uit Acquaviva. De club werd opgericht in 1964 en de clubkleuren zijn groen en zwart.
De club behaalde zijn eerste Europese overwinning op 14 augustus 2025. Voor 322 toeschouwers werd, in de 3e kwalificatieronde van de UEFA Conference League, met 3-0 gewonnen van FC Milsami Orhei uit Moldavië.

## Erelijst
Campionato Sammarinese
2023-24
- Trofeo Federale

1988

## In Europa
Uitslagen vanuit gezichtspunt SS Virtus
| Seizoen                                                    | Competitie        | Ronde | Land                           | Club                 | Totaalscore | 1e W    | 2e W       | PUC |
| ---------------------------------------------------------- | ----------------- | ----- | ------------------------------ | -------------------- | ----------- | ------- | ---------- | --- |
| 2024/25                                                    | Champions League  | 1Q    | Vlag van Roemenië              | FCSB                 | 1-11        | 1-7 (T) | 0-4 (U)    | 0.5 |
| 2024/25                                                    | Conference League | 2Q    | Vlag van Estland               | FC Flora Tallinn     | 2-5         | 0-0 (T) | 2-5 nv (U) | 0.5 |
| 2025/26                                                    | Champions League  | 1Q    | Vlag van Bosnië en Herzegovina | HŠK Zrinjski Mostar  | 1-4         | 0-2 (T) | 1-2 (U)    | 1.0 |
| 2025/26                                                    | Conference League | 2Q    |                                |                      | bye         |         |            | 1.0 |
|                                                            |                   | 3Q    | Vlag van Moldavië              | FC Milsami Orhei     | 5-3         | 2-3 (U) | 3-0 (T)    | 1.0 |
|                                                            |                   | PO    | Vlag van IJsland               | Breiðablik Kópavogur | -           | (U)     | (T)        | 1.0 |
| Totaal aantal behaalde punten voor UEFA coëfficiënten: 1.5 |                   |       |                                |                      |             |         |            |     |

Zie ook
- Deelnemers UEFA-toernooien San Marino
- Ranglijst van alle clubs die in de diverse Europa Cups zijn uitgekomen

SP Cailungo · 
SS Cosmos · 
FC Domagnano · 
SC Faetano · 
SP La Fiorita · 
FC Fiorentino · 
SS Folgore/Falciano · 
AC Juvenes/Dogana ·
AC Libertas ·  
SS Murata · 
SS Pennarossa · 
SP Tre Fiori · 
SP Tre Penne · 
SS San Giovanni · 
SS Virtus

Voormalig:
SP Aurora ·
GS Dogana ·
SS Juvenus